# Isabel Olesti Prats
Isabel Olesti Prats (Reus, Baix Camp, 12 d'abril de 1957) és escriptora i periodista catalana. Signa la majoria de les seves publicacions com a Isabel Olesti.
Es va dedicar professionalment a la dansa contemporània fins al 1995. El seu primer recull de contes, Desfici, va obtenir el Premi Andròmina l'any 1988. Després ha publicat Dibuix de dona amb ocells blancs, recull de contes guanyador del Premi Josep Pla 1995, i les novel·les L'aire groc, El marit invisible, El festí de Nàpols, La muntanya dels secrets i La pell de l'aigua.
Col·labora habitualment a la premsa amb articles d'opinió i cròniques. Ha escrit a El Temps, Diari de Tarragona, El Observador, Reus Diari, Diari de Barcelona, Presència, Avui, Interviú i El País. Formava part del col·lectiu Germanes Quintana.
Actualment és gestora de projectes literaris, com el festival de poesia Taca d'Oli, a Reus (i posteriorment a Vila-seca), Racons de Poesia, Contes de nit (lectura de contes del llibre Dibuix de dona, acompanyats de música), Un vespre amb Ferrater (encontre a l'entorn de Ferrater al Mas del Picarany d'Almoster), Hotel París (recital del poemari d'Estellés a l'Hotel París de Barcelona) o La lluna de la Mussara (encontre el primer dissabte d'agost a l'entorn de la poesia i la natura al poble abandonat de la Mussara, al Baix Camp), Un dia amb... (trobada amb un escriptor durant un dia a Arts Santa Mònica).

## Obres[3]
Narrativa breu
- Desfici. València: Eliseu Climent / 3i4, 1988.
- Dibuix de dona amb ocells blancs. Barcelona: Destino, 1995.

Narrativa breu en obres col·lectives
- Zel. Dotze contes eròtics. Barcelona: Columna, 1998. Obra del col·lectiu Germanes Quintana: Mercè Ubach Dorca, Isabel Núñez Salmerón, Mercè Sarrias Fornés, Ingrid Noll, Eulàlia Carrillo Torràs, Joana Sánchez Llorca, Pere Jordi Español i Castells, Isabel Olesti Prats, Eva Piquer Vinent, Miriam Iscla i Aragonès, Empar Moliner i Gisela Pou.
- Por. Històries de terror. Barcelona: Columna, 2000. Obra del col·lectiu Germanes Quintana: Carmen Abarca, Jo Alexander, Eulàlia Carrillo, Míriam Iscla, Isabel Núñez, Isabel Olesti, Eva Piquer, Gisela Pou, Mercè Sàrrias i Mercè Ubach.
- Llibre de família. Barcelona: Columna, 2002. Obra del col·lectiu Germanes Quintana: Carmen Abarca, Jo Alexander, Eulàlia Carrillo, Míriam Iscla, Isabel Olesti, Adelaida Perillós, Gisela Pou, Care Santos i Mercè Sàrrias.
- Tancat per vacances. Barcelona: Columna, 2003. Obra col·lectiva de Sebastià Alzamora, Lluís Calvo, Gemma Lienas, Andreu Martín, Isabel Olesti, Miquel de Palol i Muntanyola, Eva Piquer, Maria Mercè Roca, Care Santos i Lluís Maria Todó).
- Els pobles perduts. La Bisbal d'Empordà: Edicions Sidillà, 2012.
- Els pobles oblidats. La Bisbal d'Empordà: Edicions Sidillà, 2014.

Novel·la
- L'aire groc Barcelona: Destino, 1996.
- El marit invisible. Barcelona: Columna, 1999.
- El festí de Nàpols. Barcelona: Columna, 2002.
- La muntanya dels secrets. Barcelona: Columna, 2005.
- La pell de l'aigua. Barcelona: Proa, 2012.[4]
- Àlbum d'amors complicats. Barcelona. Viena, 2022.

BiografiaNou dones i una guerra: les dones del 36. Barcelona: Edicions 62, 2005.

## Premis
- 1988: Andròmina per Desfici.
- 1995: Josep Pla per Dibuix de dona amb ocells blancs.
- 2011: Premi Mallorca per La pell de l'aigua.
- 2022: Premi de Narrativa Ciutat de Reus «Diré el que em fuig» per Àlbum d'amors complicats.[6]